# Törökvész út
A Törökvész út Budapest II. kerületének egyik főútvonala. A Rózsadomb gerincén húzódó széles, fasorok által kísért útszakasz. Rózsadomb, Vérhalom, Zöldmál, Csatárka és a névadó Törökvész villanegyedei között húzódva halad egészen Nyék városrész széléig, az Apáthy-szikla fölötti térségig. Kiépülése, a Rózsadomb fejlődésével együtt, az 1930-as években vette kezdetét és csak az 1990-es évekre fejeződött be.

## Nyomvonala
Az Alsó Törökvész út folytatásaként indul, az Eszter utca és a Vérhalom utca kereszteződésétől, Rózsadomb és Vérhalom városrészek találkozásától; névrokona, a még Rézmál és Rózsadomb városrészek határvonalaként húzódó Alsó Törökvész út alig pár száz méterrel arrébb a Bimbó útból ágazik ki. Kezdettől fogva végig nagyjából északnyugati irányban halad, csekély iránytörésekkel. Első jelentősebb kereszteződése a Pusztaszeri köröndnél található, ahova északkelet felől a Pusztaszeri út, délnyugat felől a Gábor Áron utca torkollik be.
Innentől egy kissé emelkedőbb szakasza következik, a Ferenc-hegy déli lejtőjén annak csúcsa felé kapaszkodva, majd eléri a csúcs környékénél kiágazó Ferenchegyi út keresztezését. Idáig teljes egészében Vérhalom városrészben húzódik, ettől kezdve határvonalat képez Vérhalom nyugati része és Zöldmál városrész között. A Ferenchegyi utat elhagyva kisebb lejtős szakasza következik. A lejtő végén éri el második jelentősebb kereszteződését, ahova kelet-északkeleti irányból a Csatárka út, nyugat-délnyugat felől a meredek Kapy utca érkezik; a csomópont egy ötödik, kiágazó utcája a nevével ellentétben gépjárművel is járható, sőt a Csatárka városrészen belül jelentős járműforgalmat bonyolító Verecke lépcső, ahonnan a Látó-hegyre és az ott épült Árpád-kilátóhoz is feljuthatunk.
Utolsó szakaszán az út a Látó-hegy lejtőjén húzódik, a hegy felőli oldalán további kereszteződése már nincs is, a völgy felőli oldalon kiágazik még belőle néhány keresztutca. Ténylegesen csak ezen a szakaszon, tehát a Kapy utca keresztezését elhagyva éri el a névadó Törökvész városrészt, amelyhez a völgy felőli oldalának házai tartoznak; a hegy felőli oldal Csatárka része. A Nagybányai út keresztezésénél eléri a Budai Tájvédelmi Körzet erdeit, itt egy buszfordulóval ér véget. Az erdőben az út még továbbhalad Nyék városrész kis utcái felé, de a neve a buszforduló után már Görgényi út.

## Megközelítése
A Törökvész út teljes hosszában végighalad a Batthyány térről induló 11-es busz, amely így az út minden szakaszához kényelmes megközelítési lehetőséget kínál a Nagykörút budai szakasza és a 2-es metró felől. Mindkét közbülső, nagyobb csomópontjában további buszjáratok is keresztezik: a Pusztaszeri köröndnél a 91-es buszcsalád két járata (91, 291), a Kapy utca–Csatárka út csomópontjában pedig a 29-es busz. Az éjszakai órákban a 931-es busz pótolja a 11-es viszonylatot, azonban a déli végétől csak a Kapy utca–Csatárka út kereszteződéséig fedi le a vonalát.

## Jelentősebb épületek, látnivalók az út mentén

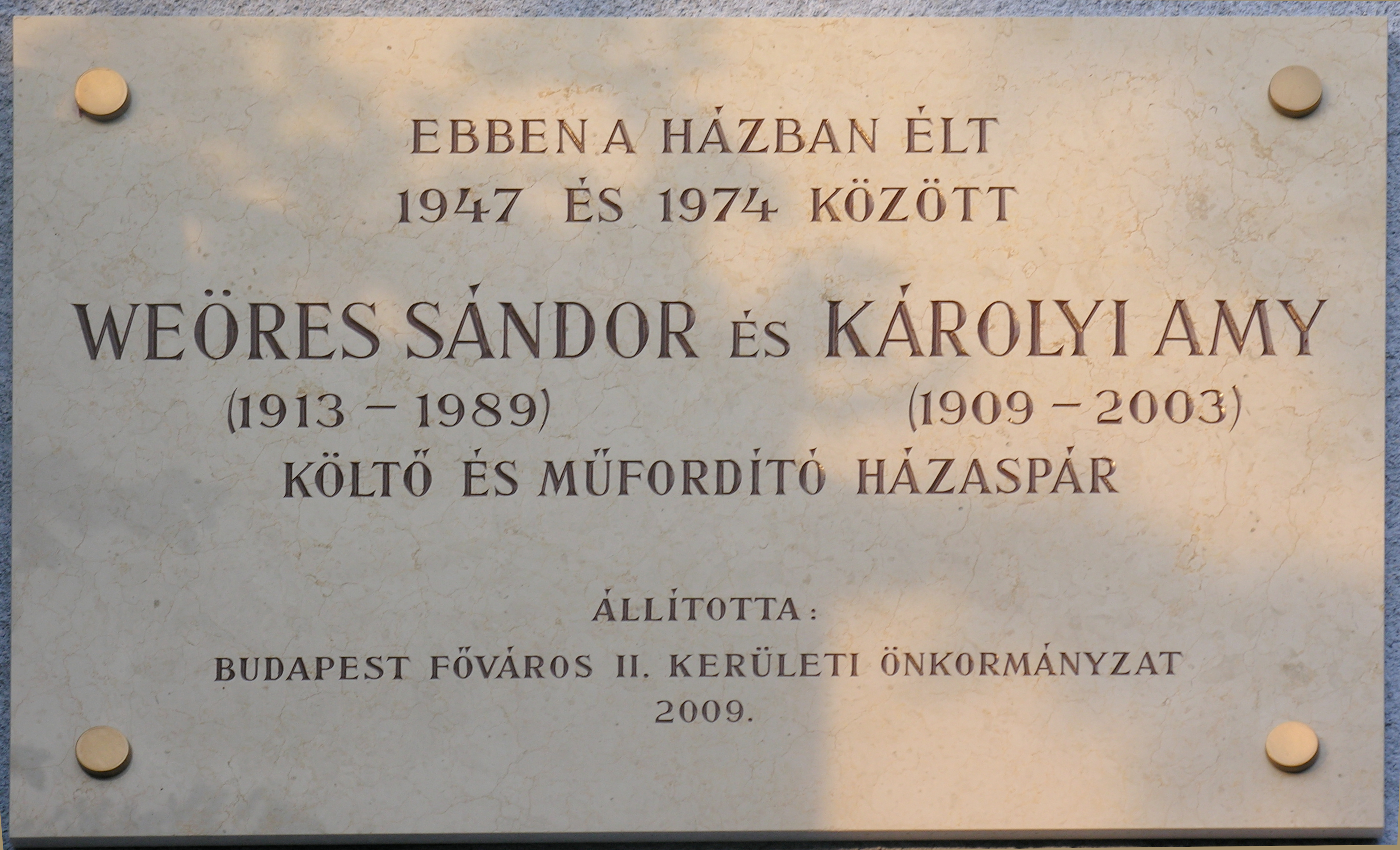
Weöres Sándor és Károlyi Amy emléktáblája a Törökvész út 3/c számú ház homlokzatán

- 1/b szám: OTP lakóház (Mináry Olga, 1964)
- 3/c szám: Weöres Sándor és Károlyi Amy egykori lakóháza
- 4. szám (Tövis u. 1/a): Kapisztrán Szent János-templom, benne Molnár C. Pál, Pleidell János, Jeges Ernő, Metky Ödön, Búza Barna, Kontuly Béla és Kontulyné Fuchs Hajnalka freskóival, szobraival és üvegablakaival.
- Törökvész úti óvoda és bölcsőde (Rimanóczy Jenő, 1975-1978)
- 41. szám: családi ház (Árkay Bertalan, 1935)
- Törökvész úti lakótelep (az gimnáziummal szemben, az Őzgida utca mentén)

262 lakásos lakótelepként épült 1977-1983 között, Sz. Búzás Ildikó tervei alapján; a lakások mintegy 18 százalékát, 48 lakás kétszobásként alakították ki, a fennmaradó 214 lakás három- vagy többszobás.
- 54.: Móricz Zsigmond Gimnázium
- Ferenchegyi út keresztezésénél: Ferenc-hegyi természetvédelmi terület

A hegy csúcsa körüli terület elkerülte a beépítést, ma is erdős terület, kedvelt pihenőhelye a környéken élőknek. A kereszteződéstől pár lépésre található a Ferenc-hegyi-barlang lezárt bejárata (az eredeti, felfedező bejárat a Törökvész út 63. számú telekről nyílt, de azt megszüntették).
- 67-69: Törökvész Úti Általános Iskola

Az iskola kertjében áll Antal Károly szobrászművész Vadorzó című bronzszobra (1960)
- 87-91. szám: Rózsadomb Center
- 95-97. szám: toronyházak

A Látó-hegy és a Ferenc-hegy közötti nyeregben, a Törökvész út és a Verecke lépcső sarkán 1971-1975 között épült négy darab, tízemeletes toronyépület egykor meglehetősen tájképrombolónak számított, ma már hozzátartoznak a környék látképéhez. A horizontból magasra kiemelkedő épületek távolabbi városrészek felől is jól láthatóak. A toronyházak mellett induló Verecke lépcsőn juthatunk fel a Látó-hegy csúcsára és az Árpád-kilátóhoz.
- Nagybányai úti kereszteződés: Apáthy-szikla

Az Apáthy-szikla, mint a Budai-hegység egyik legimpozánsabb sziklaképződménye, a Törökvész úti buszfordulótól Nagybányai úton pár perces sétával érhető el. A szikla legmagasabb pontja közelében induló kis tanösvény végpontja a Görgényi úton van, nem messze ugyanettől a buszfordulótól.